# Didy
Didy est une commune rurale de Madagascar, située dans la Province de Toamasina. Elle appartient à la région d'Alaotra-Mangoro, et au district d'Ambatondrazaka.

## Géographie
Didy se trouve à 51 km au Sud-Est de la ville d'Ambatondrazaka. Elle est limitrophe des districts de Moramanga, de Brickaville et de Tamatave II.
C'est à partir de la commune de Didy que commence la forêt humide de l'Est.

## Faune et flore
Didy est une commune rurale à forte potentialité agricole
Elle est notamment connue par la diversité de sa faune et de sa flore endémiques.